# Cimetière Saint-Martin de Miribel
Le cimetière Saint-Martin de Miribel est un cimetière situé dans le quartier de Saint-Martin à Miribel dans l'Ain en France. L'église Saint-Martin, classée au titre des monuments historiques, se trouve dans ce cimetière.

## Présentation
Le cimetière donne sur plusieurs voies de Miribel : la place Saint-Martin, la rue de Saint-Martin, la rue de Trève et l'avenue Saint-Maurice. Il a son entrée principale place Saint-Martin et son entrée secondaire avenue Saint-Maurice.
Il s'étend sur 1,25 hectare.

## Histoire
La présence d'un cimetière à cet emplacement remonte au moins au Moyen Âge avec probablement une évolution du périmètre ; ainsi des ossements ont été exhumés dans les années 1990 sous la toute proche Place Saint-Martin.

## Personnalités inhumées
Plusieurs personnalités sont inhumées dans le cimetière Saint-Martin,.
- Lucien Agnel (1892-1975), imprimeur et résistant français.

- Jean-Marie Degoutte (1866-1938), général français, enterré dans le caveau familial de son épouse Éléonore Peguet et de son beau-père Pierre Peguet, ancien maire de Miribel. Ses obsèques se sont déroulées le 3 novembre 1938 en présence du général Alphonse Georges[5]. Le général Degoutte a légué 10 000 francs à la commune de Miribel pour l'entretien à perpétuité du caveau[5].

- Henri Deschamps (1899-1968), résistant français.

- Jacques Dumesnil (1903-1998), acteur français. Sa sœur Odette Joly, dont le nom a été donné à une des écoles de la commune, était enseignante à Miribel. Jacques Dumesnil a vécu auprès d'elle à la fin de sa vie[6].

- Joséphine Guillon (1819-1913), philanthrope française à l'origine de la création de l'institution qui porte son nom.

- Henri Grobon (1822-1893), industriel et ancien maire de Miribel.

- Jacques Soustelle (1912-1990, homme politique, gouverneur de l'Algérie, et académicien français. Sa mère, née Massonnet (décès en 1985) est enterrée dans le cimetière Saint-Martin[7].

- L'ethnologue Georgette Soustelle (1909-1999), spécialiste du Mexique est enterrée avec son mari Jacques Soustelle.

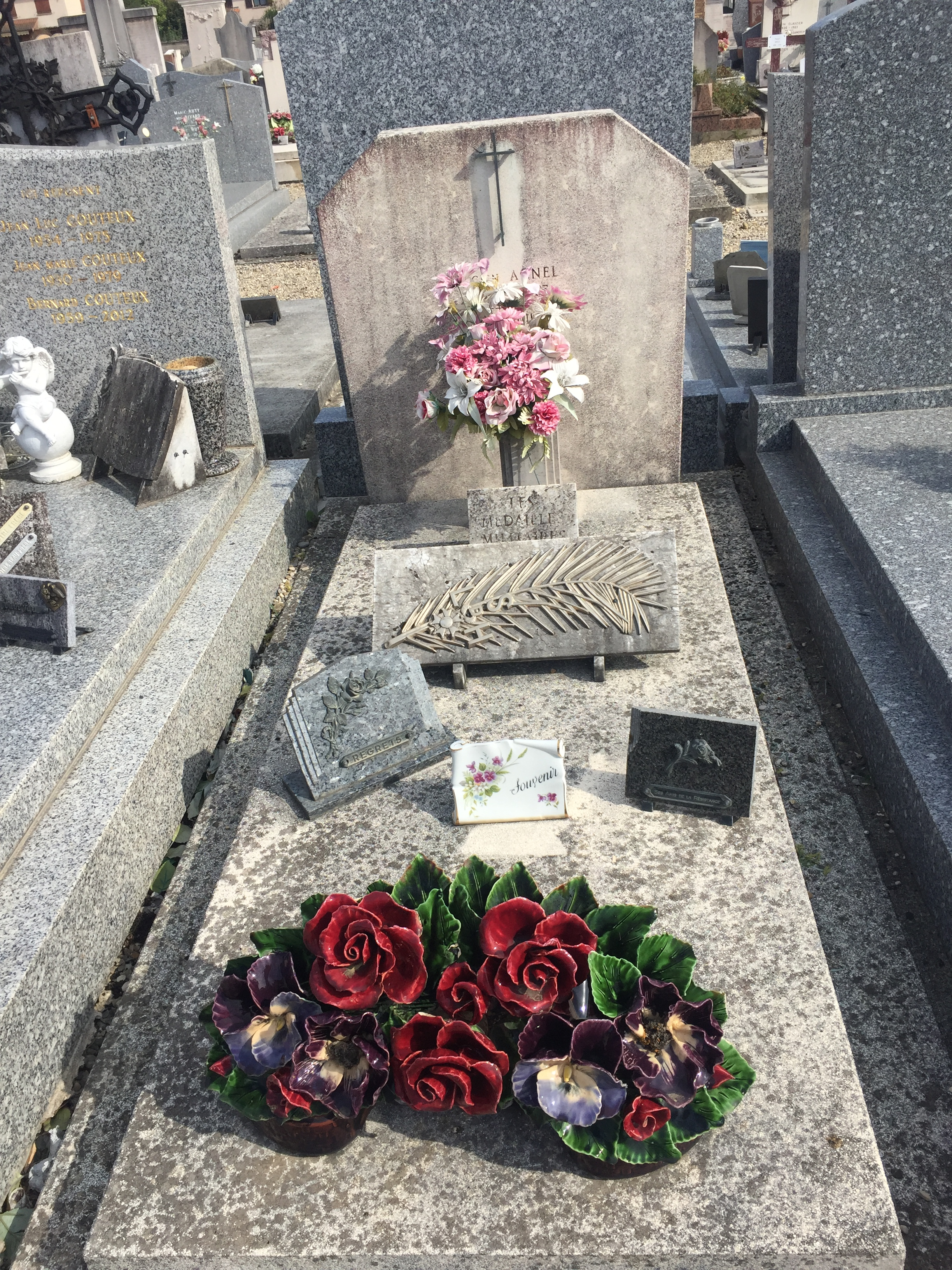
Lucien Agnel.
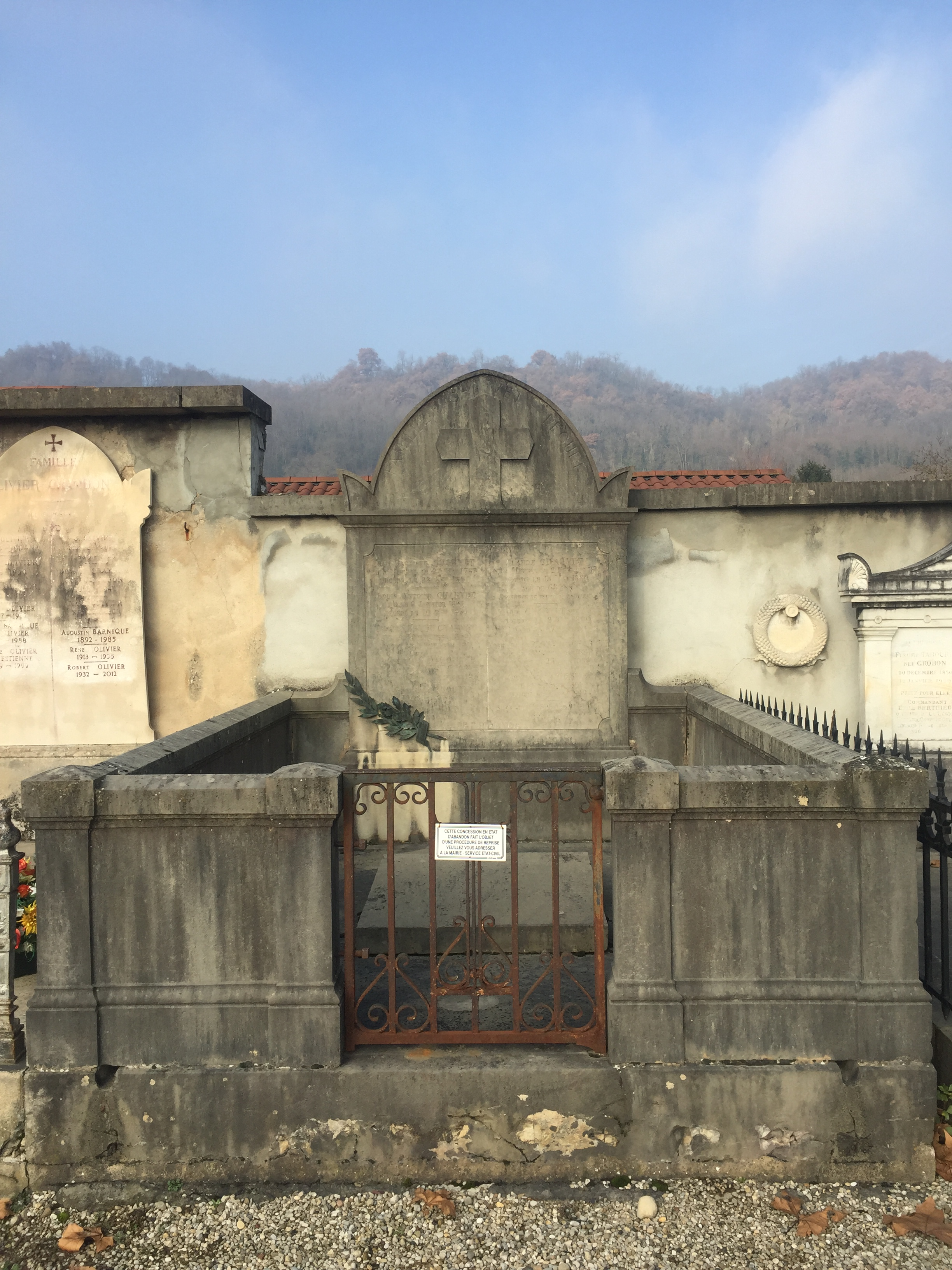
Jean-Marie Degoutte.
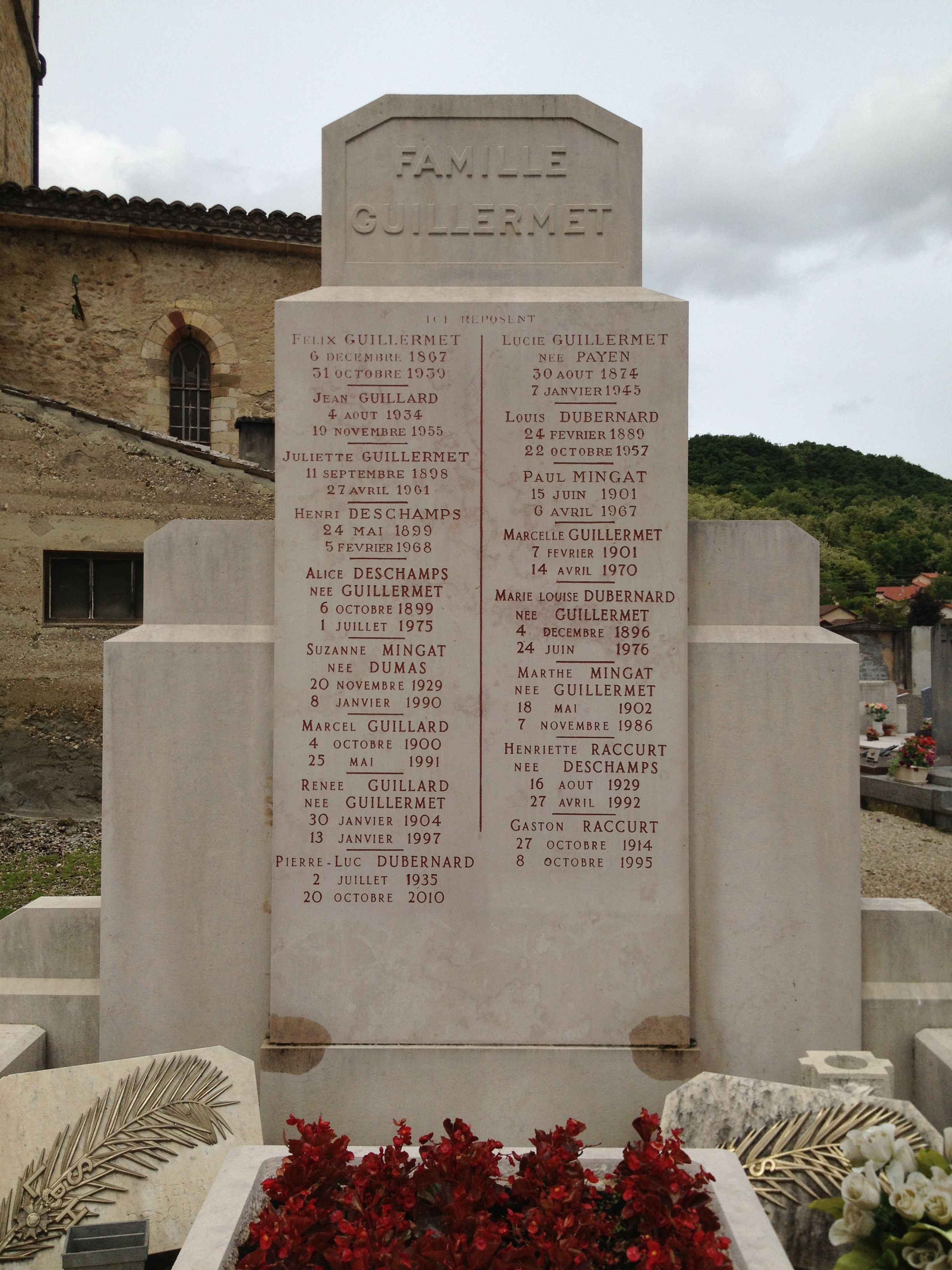
Henri Deschamps.
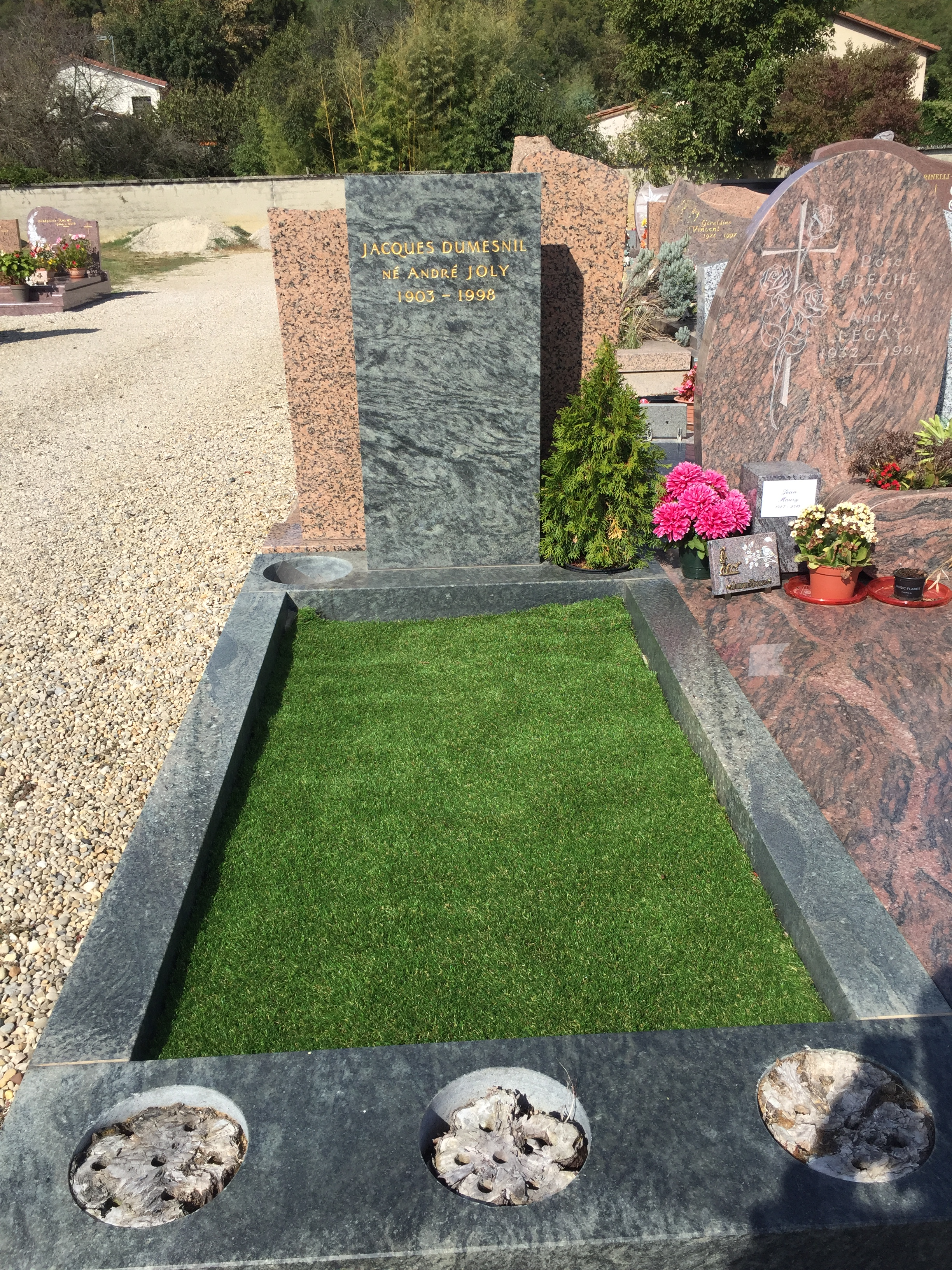
Jacques Dumesnil.
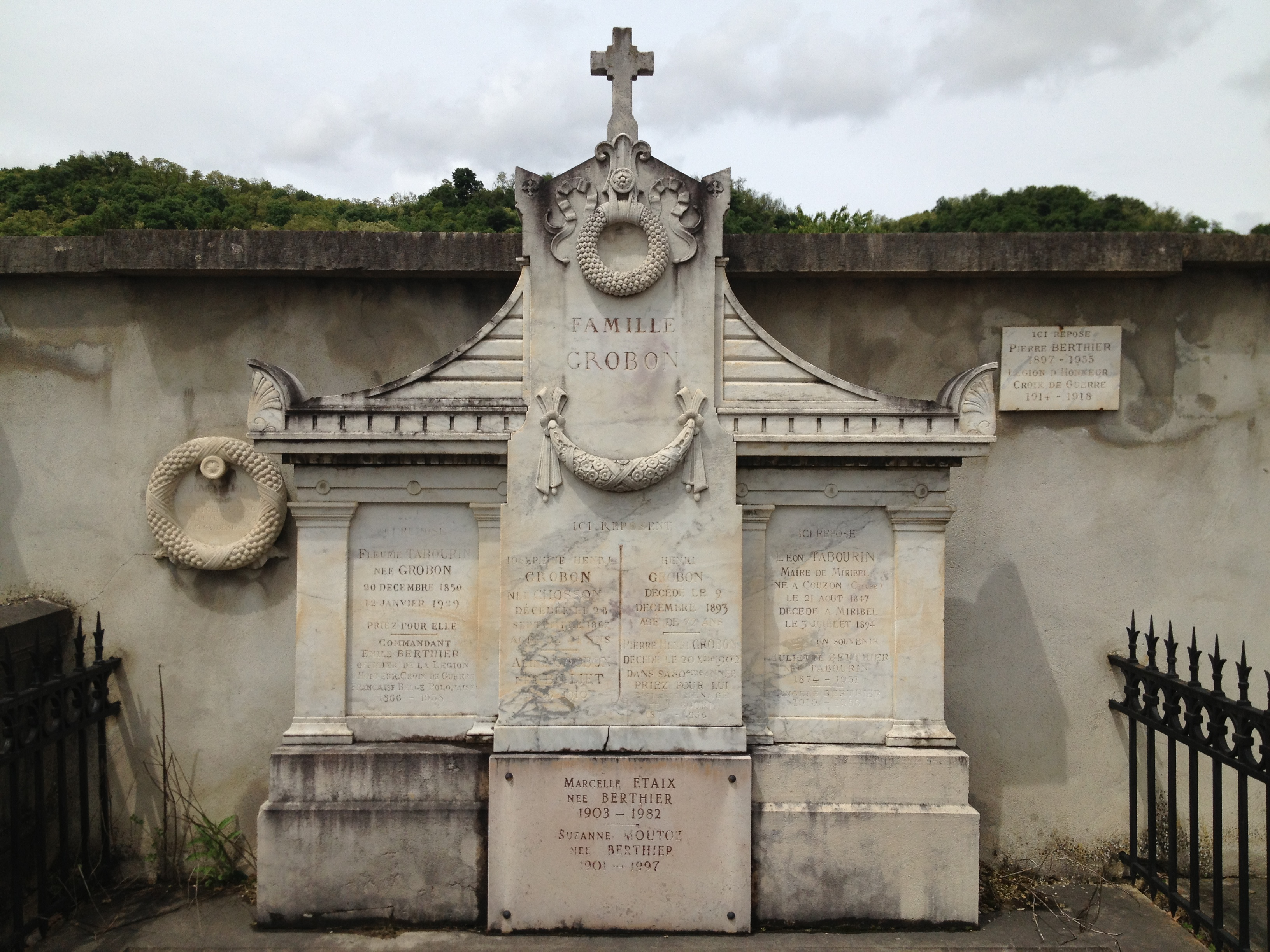
Henri Grobon.
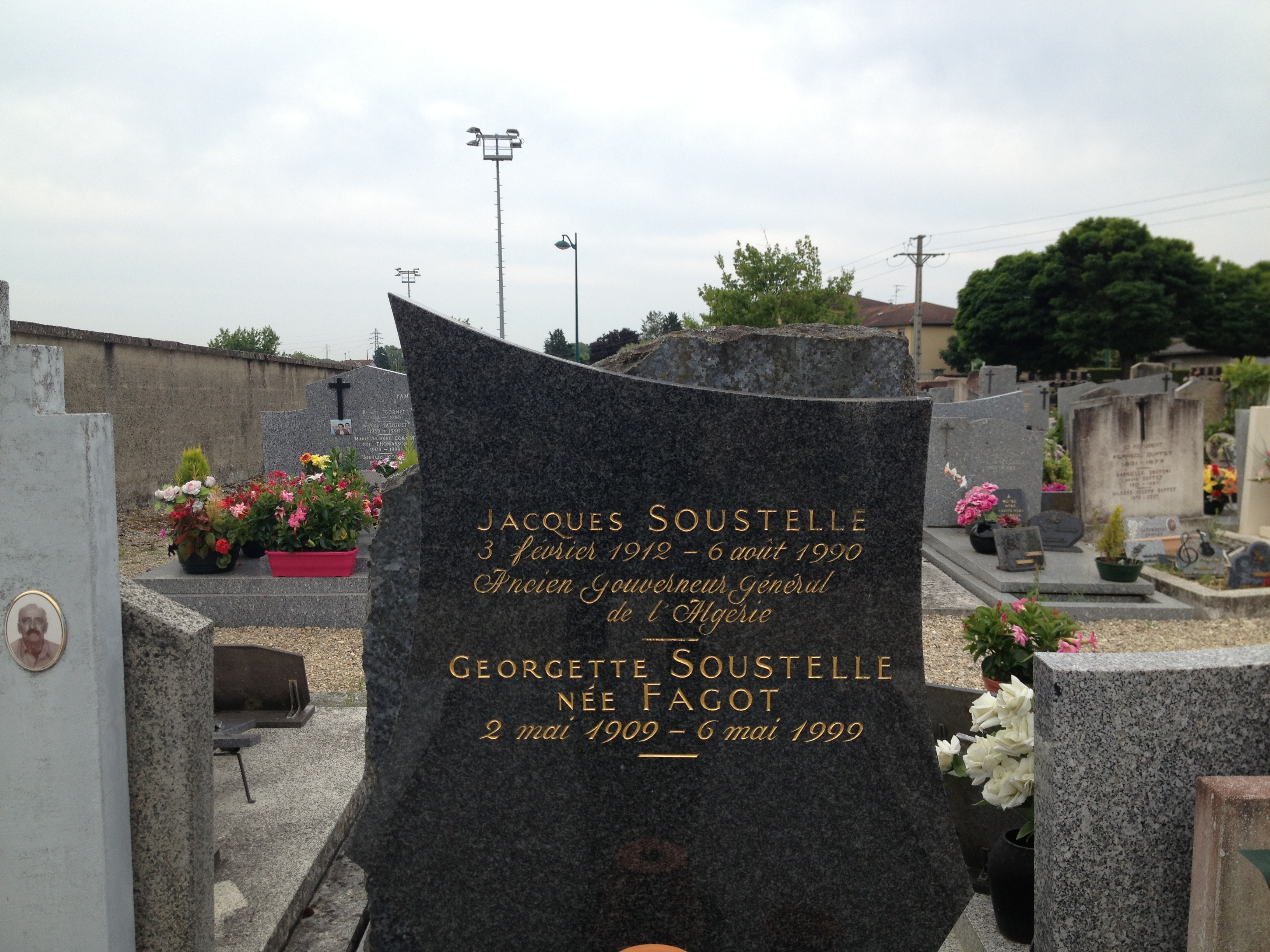
Jacques et Georgette Soustelle.
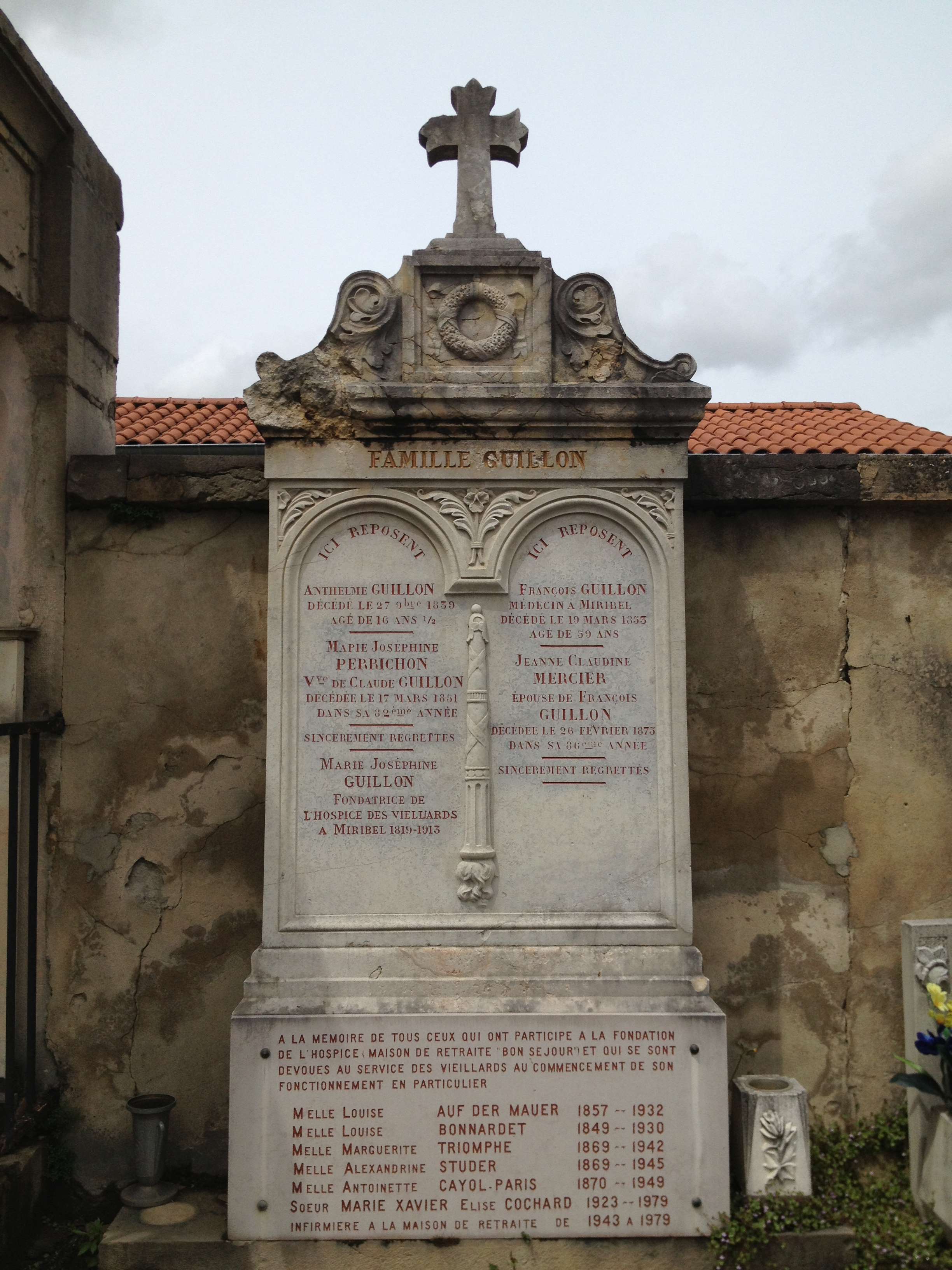
Joséphine Guillon.

### Personnalités locales

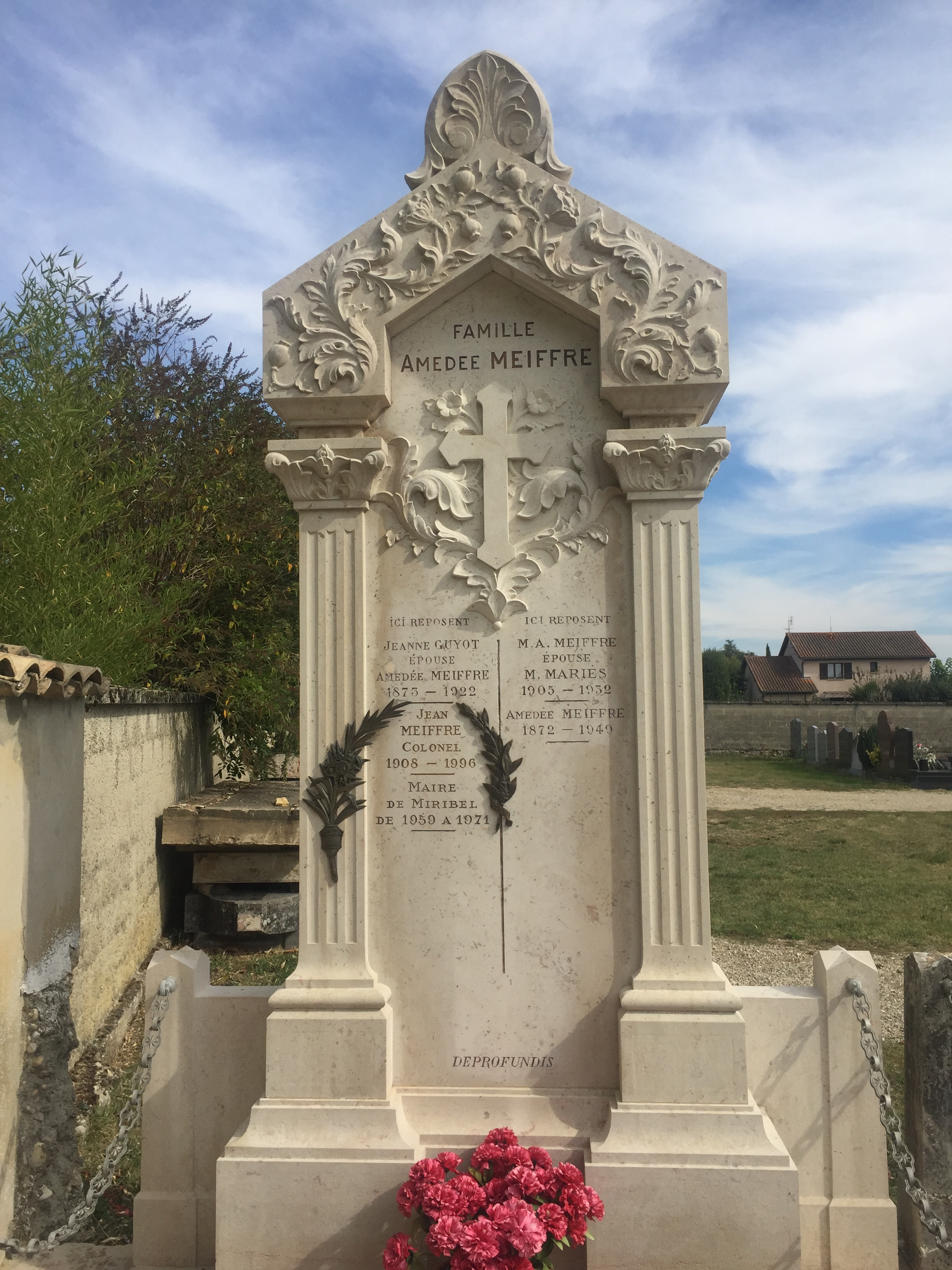
Tombe de Jean Meiffre (1908-1996).

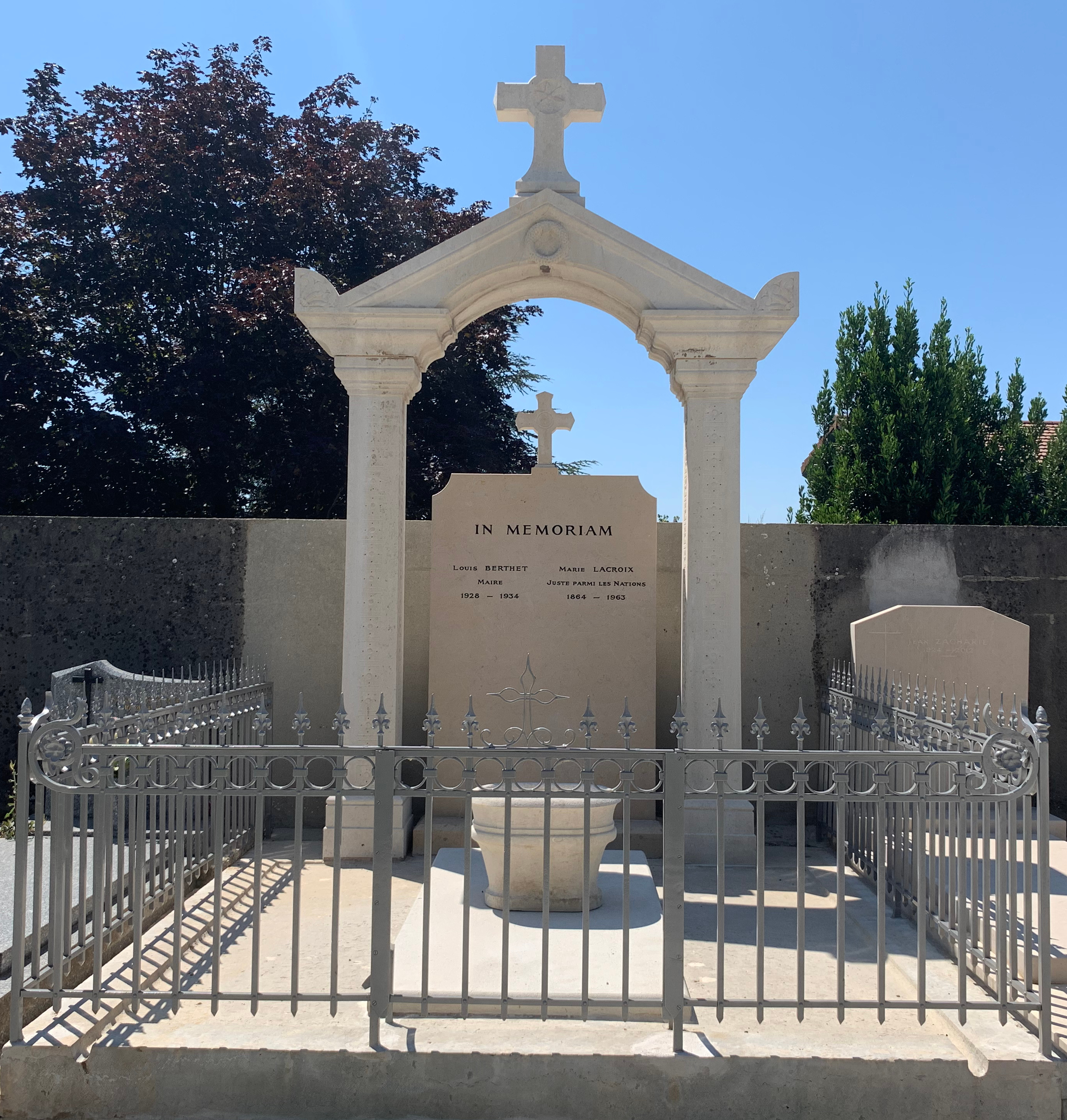
Tombe de Louis Berthet et de Marie Lacroix.

Outre Henri Grobon et Pierre Peguet, plusieurs maires de Miribel sont enterrés au cimetière Saint-Martin : c'est le cas de Pétrus Besson (1890-1959), Léon Tabourin, Jean Meiffre (1908-1996), Léon Drivot (1883-1970), Louis Berthet (1868-1934) et Pierre Coqui (1863-1928).
Jean-Claude Ego qui a donné son nom (avec son frère Jean-Louis) au square Ego est également enterré à Miribel.
Marie Lacroix (1884-1963), Juste parmi les Nations est inhumée dans le cimetière dans la même tombe que l'ancien maire Louis Berthet.
Signalons également la sépulture d'Henri Berger (1889-1946), médecin, maire de Montmerle-sur-Saône et conseiller général du canton de Thoissey.

### Conflits mondiaux

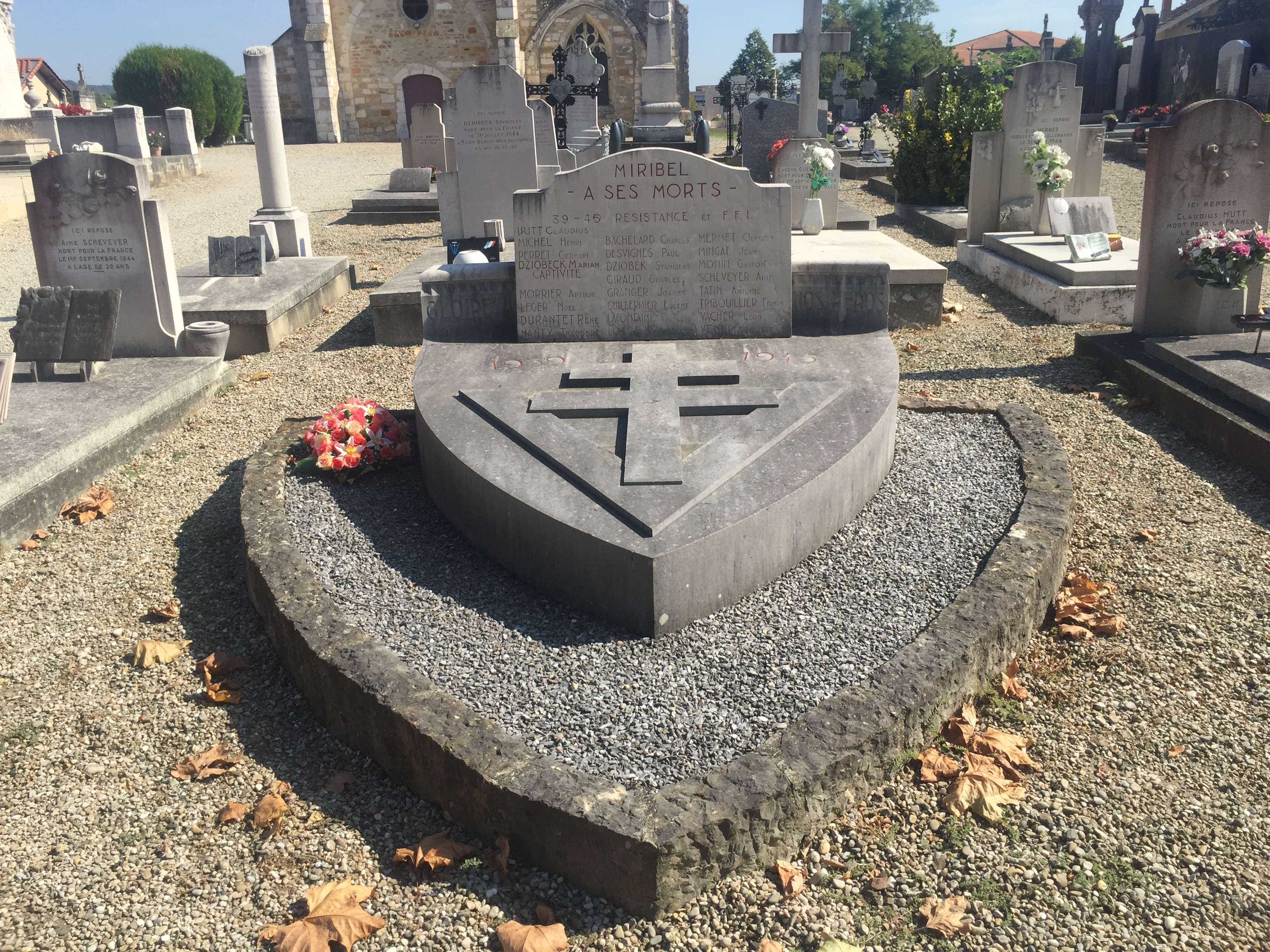
Le monument FFI.

Un monument dit Monument FFI est inauguré le 12 novembre 1952. Vingt-quatre noms y sont inscrits, la plupart ceux de combattants du Camp Didier et dont plusieurs sont enterrés à proximité dans le cimetière.
Les noms inscrits sur le monument FFI
- Claudius Hutt
- Henri Michel
- Germain Perret
- Marian Dziobeck (captivité)
- Arthur Morrier
- Noël Léger
- René Duranty
- Théodore Nanty
- Charles Bachelard
- Paul Desvignes
- Stanislas Dziobeck
- Charles Giraud
- Joanny Granger
- Eugène Guillermier
- François Lafontaine
- René Locca
- Quentin Mermet
- Jean Mingat
- Gaston Monin
- Aimé Scheveyer
- Antoine Tatin
- Firmin Tribouillier
- Léon Vacher
- Auguste Venet

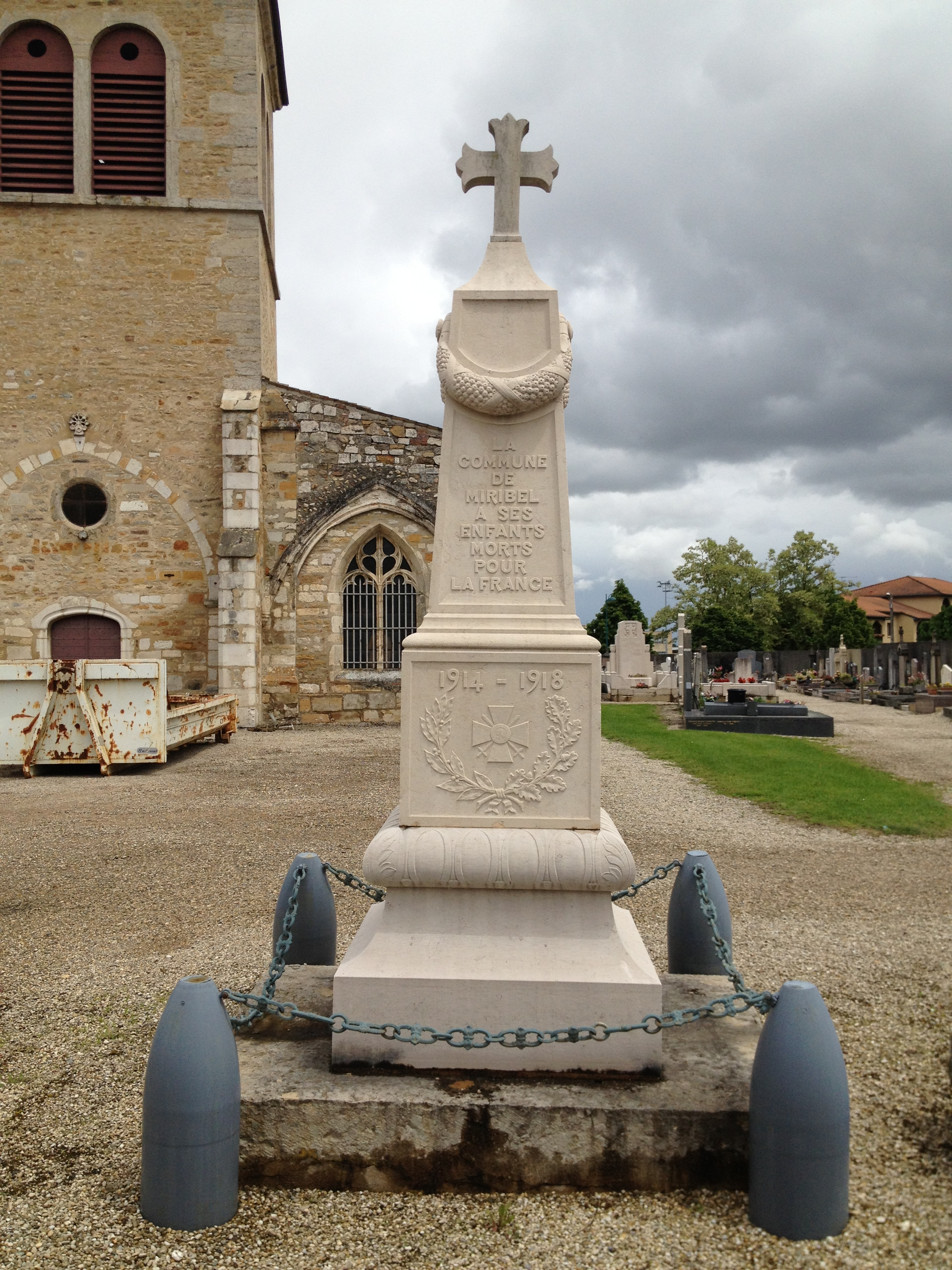
Monument 14-18.

Un monument aux morts de la Première Guerre mondiale est inauguré en 1922 et comprend 108 noms. Des hommages y ont régulièrement lieu notamment le 11 novembre.